# Gleasonia macrocalyx
Gleasonia macrocalyx är en måreväxtart som beskrevs av Adolpho Ducke. Gleasonia macrocalyx ingår i släktet Gleasonia och familjen måreväxter. Inga underarter finns listade i Catalogue of Life.